# Josef Richard Möse
Josef Richard Möse (* 26. Oktober 1920 in Wien; † 9. April 2011) war ein österreichischer Mediziner, Universitätsprofessor und emeritierter Vorstand des Universitätsinstitutes für Hygiene an der Universität Graz. Breiter bekannt wurde er durch sein Engagement gegen die Stationierung der Saab-35-Abfangjäger in der Steiermark unter Landeshauptmann Josef Krainer junior.

## Lebensweg
Möse studierte ab 1941 Medizin in Göttingen, Berlin und Prag. Als Sanitäter bei der Luftwaffe machte er auch eine Pilotenausbildung. 1945 promovierte er „summa cum laude“. Nach einigen Jahren als Landarzt erhielt er eine Stelle am Hygieneinstitut der Universität Graz, wo er sich 1951 habilitierte.

## Familiäres
Möse war verheiratet und Vater einer Tochter.

## Funktionen und Engagements
- 1965–1966 Dekan der Medizinischen Fakultät an der Karl-Franzens-Universität Graz
- 1966–1967 Rektor der Universität Graz
- 1990 wurde er zum Vorstandsdirektor der Krankenanstaltengesellschaft bestellt[2]

## Ehrungen
- Große Goldene Ehrenzeichen des Landes Steiermark[3]

## Werke
- Hygiene yesterday, today, tomorrow. In: GMS Krankenhaushygiene interdisziplina?r. Band 2, Nummer 1, 2007, S. Doc10, PMID 20200671, PMC 2831504 (freier Volltext).
- Altenbetreuung & Altenpflege; Kneipp-Verlag, Leoben 2007, 1. Aufl.
- Lebensqualität 40plus; Kneipp-Verlag, Leoben 2003, 1. Aufl.
- Geld und Hygiene; Kneipp-Verlag, Leoben 2002, 1. Aufl.
- Gefahr ohne Grenzen – Biowaffen; Kneipp-Verlag, Leoben 2002, 1. Aufl.
- Lass die Sonne länger scheinen!; Kneipp-Verlag, Leoben 1999, 1. Aufl.
- Hygiene und Mikrobiologie für Krankenpflege, Infektionsbekämpfung, Umweltschutz; Styria, Graz 2000, 13., verb. Aufl.
- Umwelt und Gesundheit; Styria, Graz 1985, [1. – 3. Tsd.]
- Hygiene und Mikrobiologie für das Krankenpflegepersonal; Styria, Graz 1979, 9., völlig neu bearb. Aufl.
- Universität, Arzt und Forschung; Kienreich, Graz 1966.
- Hygiene und Mikrobiologie für Schwestern; Styria, Graz 1968, 6. Aufl.
- Festrede anlässlich der Promotio sub auspiciis Praesidentis rei publicae am 23. Mai 1967; Kienreich, Graz 1967.
- Hygiene und Bakteriologie für Schwestern; Styria, Graz 1962, 3. Aufl.